# 플레이도
플레이도(Play-Doh)는 어린 아이들이 미술이나 공예를 위해 사용하는 점토이다. 밀가루, 물, 소금, 붕산과 광유로 이루어져 있으며, 1930년대 미국 오하이오주 신시내티에서 처음 만들어졌다. 그 당시 플레이도는 벽지 청소용으로 사용되었다. 학생들이 모형 제작용으로 플레이도를 사용하자, 1950년 중반에 다시 작업해 신시내티 학교에 판매되기 시작했다. 1956년에 교육 컨벤션에서 장난감으로써 입증되었고, 유명한 백화점들은 그것을 소매로 거래했다. 1957년 유명한 어린이용 프로그램에서 방영된 광고로 인해 판매가 더욱 증가했다. 1950년대 중반에 장난감 시장에 판매된 후 부터, 플레이도는 'The Fun Factory'와 같은 상품의 대체 및 보조 역할을 하였다. 2003년, 장난감 산업 협회에서 '세기의 장난감 목록'에 플레이도를 넣기도 하였다.
현재는 해즈브로에서 판매하고 있고, 미국 뿐만 아니라 다른 나라에서도 많이 판매되고 있다. 한국에서는 '빙글빙글 매직 아이스크림'과 '냉장고 놀이세트' 그리고, '나만의 햄버거 만들기' 등으로 할인점에서 판매되고 있고, 최근에는 홈쇼핑으로도 판매를 시작하고 있다.

## 역사

### 유래
플레이도는 원래 신시내티 큐톨의 비누 제조업자인 노아 맥비커(Noah McVicker)로 만들어진 물렁한 찰흙같은 물질이었다. 플레이도는 벽지에 남아 있는 석탄 찌꺼기를 없애기 위해 크로거가 요청한 물질이었다. 하지만, 제2차 세계 대전이 진행되면서, 석탄으로 난방을 하던 집들이 천연 가스를 사용함에 따라 내부의 그을음이 줄고, 씻을 수 있는 비닐로 된 벽지가 등장하면서, 벽지 청소를 위한 용품 시장은 상당히 하락했다. 맥비커의 조카인 조 맥비커(Joe McVicker)가 큐톨의 파산을 막기 위해 큐톨에 입사했고, 그는 그 찰흙같은 물질이 크리스마스 장식을 만들기 위해 학생들에게 쓸 수 있다는 사실을 발견했다.

### 출시 과정

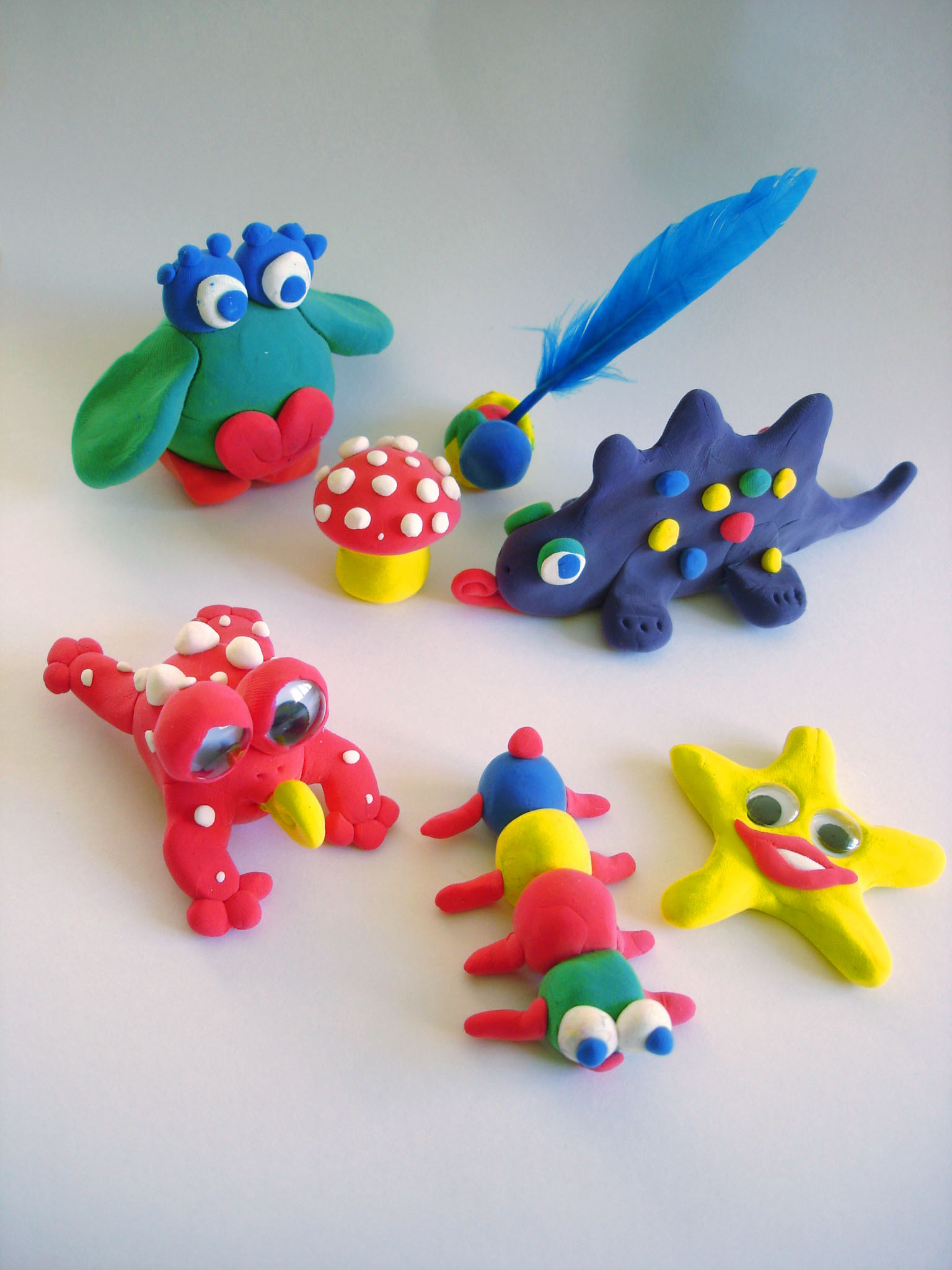
플레이도로 만든 인형

조 맥비커는 학교 용품 공급 회사가 관심을 가지기 위해 교육 컨벤션에 플레이도를 소개했고, 워싱턴 D.C.에 있는 백화점인 우드워드 앤드 로스로프(Woodward & Lothrop)는 그것을 팔기 시작했다. 1956년에, 노아 맥비커와 조 맥비커는 플레이도를 만들고 팔기 위해 무지개 공예 회사(Rainbow Crafts Company)를 차렸다. 또한, 1956년에, 7온스의 캔이 제품이 만들어지는데 추가되었고, 뉴욕의 메이시스와 시카고의 마샬필드가 소매 시장을 열었다. 1957년, 화학자 티엔 리우(Tien Liu)가 색깔을 잃지 않고 건조하게 만들기 위해 소금의 양을 줄었고, 플레이도는 캡틴 캥거루, 딩동 스쿨, 롬퍼 룸에서 광고되었다. 1958년, 플레이도는 3백만달러(약 32억원)정도의 수익을 얻었다.

### 출시 후
1964년, 플레이도는 영국, 프랑스, 이탈리아로 수출되었다. 1980년대, 바닥에 녹이 슬기 쉬운 통이 플라스틱 통으로 바뀌었다. 1965년에, 무지개 공예 회사가 플레이도의 특허권을 냈다. 또한, 같은 년도 제너럴밀스가 플레이도의 특허권을 3백만 달러에 샀으며, 자회사인 케너 프로덕트에 플레이도를 맡겼다. 1971년, 레인보우 공예 회사와 케너 프로덕트가 합병되었고, 1987년, 통카가 그들을 샀다. 1991년, 하스브로가 플레이도의 소유권을 갖게 되었고, 현재까지 이어지고 있다. 1996년, 플레이도의 40주년을 맞아 금색과 은색이 플레이도의 색깔에 추가되었다.

### 마스코트
1950년대 중반까지 플레이도의 캔에는 아이들이 그려져 있었다. 그러나 아이들은 요정으로 바뀌었고, 1960년에 다시 작업복과 베레모를 쓰고 있는 남자 아이(Play-Doh Pete)으로 교체되었다. 2002년부터, 남자아이는 베레모 대신 야구모자를 썼다. 2011년부터, 살아있는 캐릭터인 도도스(Doh-Dohs)가 마스코트를 하게 되었다.

## 성분
플레이도의 현재 제조업체인 하스브로는 플레이도가 물, 소금, 밀가루로 구성되어있다고 밝혔으나, 2004년 미국 특허청은 플레이도가 물, 녹말로 된 결합제, 녹말로 된 억제제, 소금, 윤활유, 계면 활성제, 방부제, 경화제, 보습제, 향수, 색소로 이루어졌다고 밝혔다. 또한, 석유 첨가제는 반죽을 더 부드럽게 만들고, 붕사는 곰팡이가 피는 것을 막는 역할을 한다.  집에서 만드는 플레이도는 주로 소금, 밀가루나 옥수수 전분, 카놀라유나 올리브유같은 식물성 기름, 주석영을 이용한다.

## 관련 상품

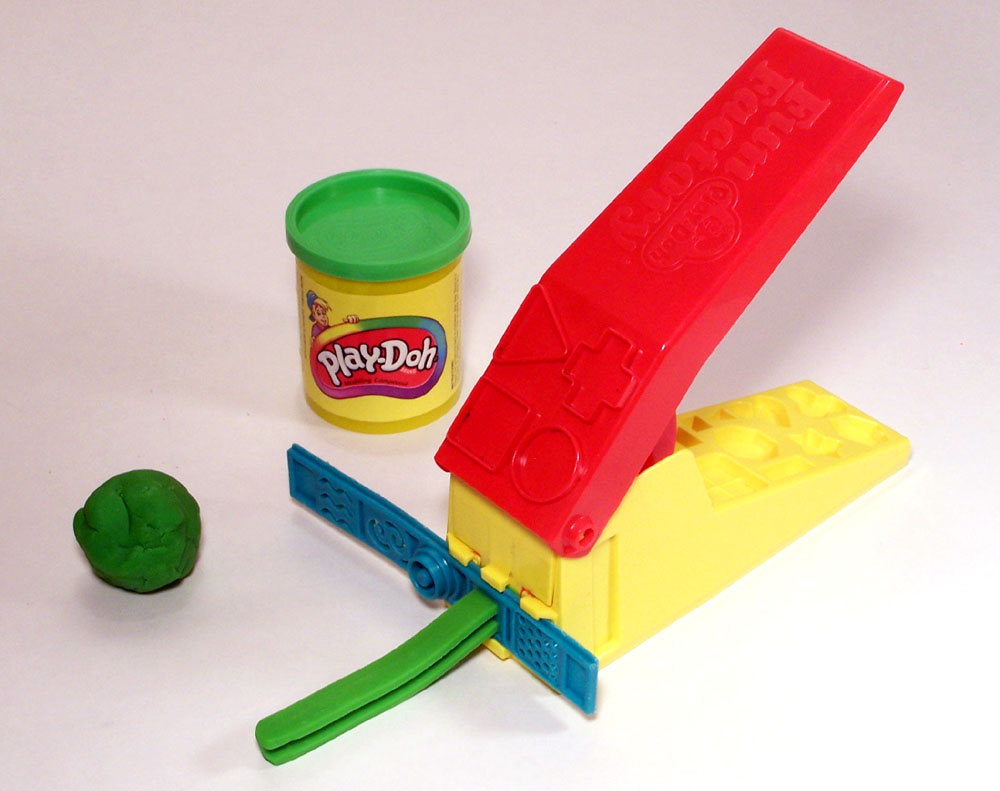
플레이도 펀 팩토리

1960년, 밥 보길드(Bob Boggild)와 빌 데일(Bill Dale)이 플레이도 펀 팩토리를 만들었다. 플레이도 펀 팩토리는 플레이도를 여러 형태로 만들어 내는 압축 가공기계이다. 1977년 플레이도 곱슬곱슬 펌프 이발소&뷰티샵(Play-Doh Fuzzy Pumper Barber & Beauty Shop)이 플레이도를 압축시켜 머리카락을 만들 수 있는 피규어를 만들었다. 컴퓨터를 잘 아는 젊은 층을 공략해 교육용 소프트웨어 시디롬 게임인 플레이도 크리에이션(Play-Doh Creations)이 1996년 발매되었고, 2003년에 플레이도 창의성 탁자(Play-Doh Creativity Table)가 판매되었다. 2007년 기념해를 맞아 플레이도 생일용 통(Play-Doh Birthday Bucket), 플레이도 50색 팩(Play-Doh Fifty Colors Pack), 퍼지 펌퍼 칼(Fuzzy Pumper Crazy Cuts), 플레이도 크리에이티브 센터(Play-Doh Creativity Center) 등이 추가 되었다. 2013년, 플레이도 플러스가 만들어졌고, 기존 플레이도 보다 더 가볍고 부드럽고 잘 구부려진다.

## 영향
20억이 넘는 양의 플레이도가 1955년에서 2005년 사이 팔렸고, 2005년에는 75개국에서 9500만이 넘는 양이 팔렸다. 또한, 미국에서는 6000개가 넘는 가게가 플레이도를 보유하고 있다.
플레이도의 15주년을 맞아, 데메테르 프레그런스 라이브러리가 "유년 시절 특유의 향기를 찾고 싶어 하는 혁신적인 사람"을 위해 플레이도로부터 이끌어 낸 한정판 향수를 만들었다.
플레이도는 1998년 장난감 명예의 전당에 오르기도 하였다.
2003년에는, 20세기 동안 가장 기억에 남고 창의적인 100개의 장난감을 선정한 "세기의 장난감 목록"에 오르기도 하였다.
2014년 말, 장난감이 남성 성기 모양과 유사하다는 불평 때문에, 무료료 "플레이도 케이크 마운틴" 압축 기계를 새로운 모델로 바꿔줬다.

## 같이 보기
- 플라스티신
- 스컬피